# هنري كلارك كوربن
هنري كلارك كوربن (بالإنجليزية: Henry Clark Corbin)‏ هو عسكري أمريكي، ولد في 15 سبتمبر 1842 في Monroe Township, Clermont County, Ohio ‏ في الولايات المتحدة، وتوفي في 8 سبتمبر 1909 في واشنطن العاصمة في الولايات المتحدة.